# Электронная пушка

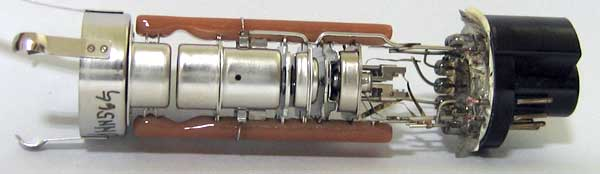
Электронная пушка в составе электронно-лучевой трубки

Электронная пушка, электронный прожектор — устройство, с помощью которого получают пучок электронов с заданной кинетической энергией и заданной конфигурации. Чаще всего используется в кинескопах и других электронно-лучевых трубках, СВЧ-приборах (например в лампах бегущей волны), а также в различных приборах таких как электронные микроскопы и ускорители заряженных частиц.
Работа электронной пушки возможна только в условиях глубокого вакуума, чтобы пучок электронов не рассеивался при столкновении с молекулами атмосферных газов.

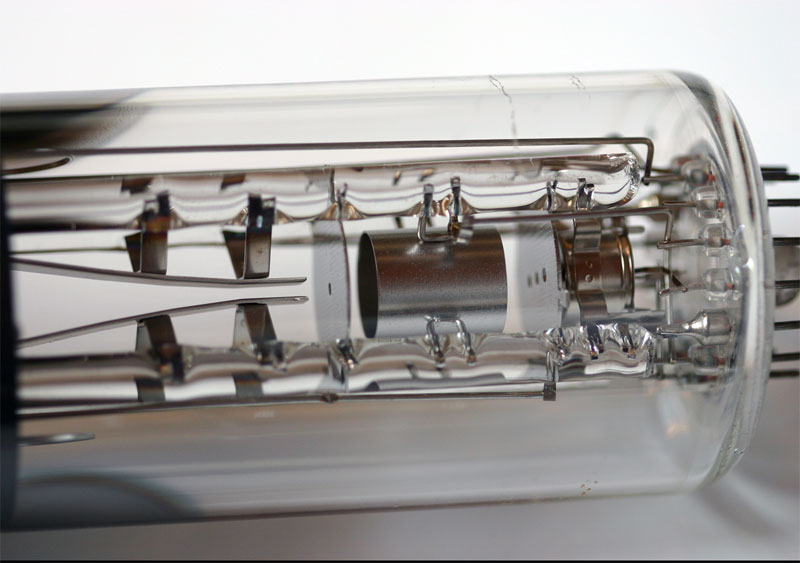
Электронная пушка осциллографа.

## Устройство

Схема электронной пушки с катодом прямого накала:
➀ Горячий катод
➁ Модулятор (Цилиндр Венельта)
➂ Анод
U_{H} - напряжение накала
U_{W} - напряжение модулятора
U_{A} - ускоряющее анодное напряжение

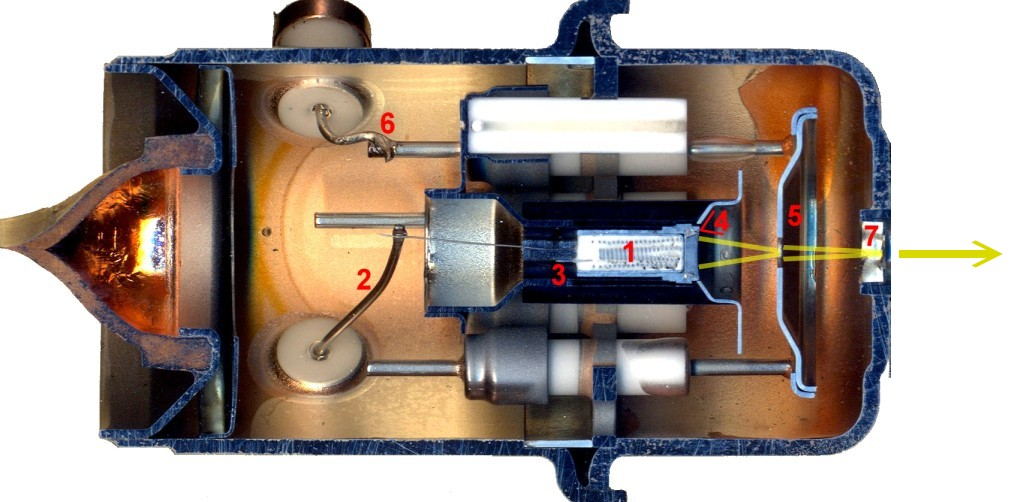
Электронная пушка лампы бегущей волны в разрезе.

Электронная пушка состоит из катода, управляющего электрода (модулятора), ускоряющего электрода, и одного и более анодов. При наличии двух и более анодов, за первым анодом закрепляется термин фокусирующий электрод.

### Катод
Катод создает поток электронов, которые исходят с его нагретой поверхности вследствие термоэлектронной эмиссии. Также, существуют электронные пушки с автоэмиссионным (холодным) катодом.
По способу подогрева катоды подразделяются на катоды прямого и косвенного накала.

#### Катод косвенного накала
В электронных пушках, применяемых в ЭЛТ, используется оксидный катод косвенного накала. Он обеспечивает достаточную эмиссию при относительно невысокой температуре 780—820 °С. При такой температуре катод обладает достаточной долговечностью, и для его подогрева требуется небольшая мощность. Катод и подогреватель образуют катодно-подогревный узел (КПУ).
КПУ представляет собой полую гильзу с плоским дном. На внешнюю поверхность дна гильзы нанесён оксидный слой, а внутри гильзы расположен подогреватель в виде спирали из проволоки с высоким удельным сопротивлением. Цепь подогревателя электрически изолирована от катода.
Оксидный слой представляет собой кристаллы твердого раствора окислов щёлочноземельных металлов — бария, кальция и стронция (BaO, CaO, SrO) или борид лантана, редко к смеси оксидов добавляется оксид тория (оксидно-торированный катод, в современной электровакуумной технике уже не применяется). Он окончательно формируется в процессе термовакуумной обработки ЭЛТ. В процессе откачки, при достижении необходимого уровня вакуума, катод прогревается с помощью внешнего индуктора, а затем и обычным путём, с помощью подогревателя, работающего в форсированном режиме. В результате в исходных веществах, нанесённых на поверхность катода, протекают химические реакции и выделяются газы. Этот процесс называют активацией и тренировкой катода. В свою очередь, неправильный температурный режим в процессе эксплуатации (питание подогревателя повышенным или пониженным напряжением), а также ухудшение вакуума, ведёт к деструктивным механическим и химическим процессам в оксидном слое катода, что ускоряет наступление отказа электронной пушки из-за потери эмиссии (невозможности получить необходимый ток катода). Максимальный ток катода, который должна обеспечивать электронная пушка, применяемая в кинескопах, составляет порядка 200—300 мкА.

#### Катод прямого накала
Катод прямого накала представляет собой металлическую нить из металла с высоким удельным электрическим сопротивлением, которая сама является источником термоэлектронной эмиссии. Имеет меньшую долговечность по сравнению с катодом косвенного накала. Катод прямого накала потребляет меньшую мощность, поэтому применялся в малогабаритных кинескопах телевизоров с автономным питанием от батареек или бортсети автомобиля.  Также находит применение в электронных пушках с большим током луча.

### Модулятор
Модулятор представляет собой цилиндрический стакан, накрывающий катод. В центре его дна имеется калиброванное отверстие, которое называется несущая диафрагма. С её помощью начинается формирование нужной толщины электронного пучка. Модулятор ближе всех остальных электродов расположен к катоду (расстояние между оксидной поверхностью катода и отверстием модулятора составляет 0,08—0,20 ± 0,01 мм), поэтому его потенциал наиболее значительно влияет на ток электронного луча, отсюда и его название.
Назначение и действие модулятора подобно назначению и действию управляющей сетки в электронной лампе. Зависимость тока электронного луча от потенциала модулятора называется модуляционной характеристикой электронной пушки. На модуляторе в каждый момент времени должен быть отрицательный потенциал относительно катода. Его постоянная составляющая задаёт постоянную составляющую тока электронной пушки и, следовательно, яркость свечения экрана ЭЛТ. Если абсолютное значение отрицательного потенциала на модуляторе будет превышать величину запирающего напряжения, ток электронного луча будет равен нулю.
Модулирующее напряжение (например, напряжение видеосигнала) должно изменять разность потенциалов между катодом и модулятором. В современных телевизорах и мониторах на модуляторах присутствует потенциал, близкий к нулю (модуляторы либо непосредственно соединены с общим проводом устройства, либо на них подаются гасящие импульсы кадровой и строчной развертки отрицательной полярности), а напряжение видеосигнала положительной полярности, снимаемое с видеоусилителя, подаётся на катод. От его размаха (десятки вольт) зависит контрастность изображения, а от постоянной составляющей — яркость.

### Ускоряющий электрод
Ускоряющий электрод представляет собой полый цилиндр, расположенный на оси электронной пушки. На него подаётся положительный потенциал в несколько сотен вольт, он располагается между модулятором и фокусирующим электродом, и выполняет несколько функций:
- сообщает электронам начальную скорость в пределах электронной пушки;
- между ускоряющим электродом и анодом образуется дополнительная электростатическая линза, уменьшающая угол расхождения пучка перед входом в главную линзу, которую образуют аноды;
- экранирует прикатодное пространство от поля анода (действует подобно экранной сетке в электронной лампе), вследствие чего колебания анодного напряжения не сказываются на токе пучка и не приводят к колебаниям яркости свечения экрана ЭЛТ;

В цветных кинескопах регулировкой ускоряющего напряжения добиваются максимально возможной идентичности модуляционных характеристик трёх электронных пушек, что необходимо для обеспечения баланса белого.

### Аноды
Конструкция анодов аналогична конструкции ускоряющего электрода. Цилиндр второго анода имеет выходную диафрагму. Она пропускает электроны, траектория которых имеет малое отклонение от оси электронной пушки. Высокие положительные потенциалы, приложенные к анодам, придают пролетающим сквозь них электронам необходимую скорость. В ЭЛТ с электростатической фокусировкой луча фокусирующий электрод и анод образуют главную электростатическую линзу, которая фокусирует электронный пучок на экран. Фокусное расстояние этой линзы зависит от их геометрии, расстояния между ними и соотношения их потенциалов. Оно регулируется путём изменения потенциала на фокусирующем электроде для достижения максимально резкого изображения. Потенциал фокусирующего электрода цветных кинескопов составляет примерно 6—8 кВ, черно-белых кинескопов и осциллографических трубок — около 1 кВ. Потенциал второго анода цветных кинескопов составляет 25—30 кВ, чёрно-белых — 8—16 кВ, осциллографических трубок — 1—2 кВ.

## Электронные пушки с большим током луча

### С ускоряющим электродом вблизи катода
В некоторых случаях, когда требуется снимать с катода большие токи, применяется другой принцип построения прикатодной части пушки. Перед катодом располагается ускоряющий электрод, имеющий положительный потенциал в несколько вольт, далее — управляющий электрод, имеющий более высокий потенциал. В результате, для формирования пучка используются электроны, испущенные со всей активной поверхности катода, а не только с центральной области напротив диафрагмы модулятора, как в обычной пушке. Управление током луча осуществляется изменением положительного потенциала на управляющем электроде, играющем роль модулятора. При этом в цепи управляющего электрода протекает ток, не превышающий 100 мкА.

### С магнитной фокусировкой луча
Электронная пушка с магнитной фокусировкой луча состоит из катода, модулятора, ускоряющего электрода и анода, фокусирующий электрод отсутствует. Главная фокусирующая линза создаётся магнитным полем аксиально-симметричной катушки, надеваемой на горловину ЭЛТ. Точная фокусировка электронного пучка осуществляется регулировкой постоянного тока фокусирующей катушки. Такая пушка обеспечивает больший ток пучка по сравнению с пушкой, имеющей электростатическую фокусировку. Это связано с тем, что её анод не имеет диафрагмы, и для формирования пучка используется весь ток катода, а не его часть, как в пушках с электростатической фокусировкой (0,1—0,5).
Другим преимуществом магнитной фокусировки является меньший размер электронного пятна на экране. Это связано с большим диаметром фокусирующей катушки по сравнению с диаметром электродов электростатической линзы. Чем больше отношение диаметра электронной линзы (катушки или электрода) к диаметру пучка, проходящего через линзу, тем выше качество фокусировки.